# Alphen.cc
alphen.cc (geschreven zonder kapitaal) was een betaald om-de-dagblad dat viermaal per week verscheen in Alphen aan den Rijn en omgeving, op maandag, woensdag, donderdag en zaterdag. Het element ".cc" in de naam betekent compact en compleet.
alphen.cc werd van oktober 2005 tot oktober 2013 uitgegeven door HDC Media en toen, net als voor de start, ingevoegd in de Rijn en Veeneditie van het Leidsch Dagblad.
AlphenCC werd in september 2021 opnieuw geïntroduceerd als e-mailnieuwsbrief. Dezelfde uitgeverij als het om-de-dagblad zit achter de merknaam en de artikelen worden op Leidsch Dagblad geplaatst. Ontvangers krijgen zes keer in de week een nieuwsbrief in hun mailbak die AlphenCC heet. De spelling is wel veranderd van alphen.cc naar AlphenCC. Het logo is hetzelfde, op de punt na. 
Het ontvangen van de nieuwsbrief is gratis. Voor het lezen van premium-artikelen is wel een abonnement op AlphenCC vereist.
De uitgeverij is Mediahuis, waar ook het voormalige HDC Media in is opgegaan. Hoofdredacteur van onder andere Leidsch Dagblad is in september 2021 Corine de Vries. In een interview in Leidsch Dagblad legde ze op 16 september 2021 uit waarom AlphenCC als nieuwsbrief opnieuw is opgericht: 'Alphen aan den Rijn is na Leiden de grootste stad in het verspreidingsgebied van het Leidsch Dagblad, maar we hebben er maar een paar honderd abonnees.'